# Bert Hellinger
Bert Hellinger   (Leimen, 16 de desembre de 1925 - Bischofswiesen, 19 de setembre de 2019) és el creador d'un mètode terapèutic pseudocientífic conegut com a constel·lacions familiars.
Als 10 anys, va deixar la seua família per assistir a una escola catòlica, a un monestir dirigit per l'Ordre en la després va ser ordenat sacerdot i que el va enviar a Sud-àfrica com a missioner. Després del seu retorn a Alemanya, Hellinger va entrar en un orde religiós catòlic, va estudiar filosofia i teologia en la Universitat de Würzburg, en el camí a la seva ordenació com a sacerdot. Al començament de la dècada de 1950 va ser enviat a Sud-àfrica, on va ser assignat a ser missioner amb els zulus i va continuar els seus estudis en la Universitat de Pietermaritzburg i la University of South Africa, on va rebre un Diploma d'Educació de la Universitat, que li permetia ensenyar en escoles secundàries públiques. Va viure a Sud-àfrica durant 16 anys exercint com a rector, professor i, finalment, com a director d'una gran escola per a estudiants africans. També va ser el responsable administratiu de tot el districte diocesà, amb 150 escoles.
Va aprendre la llengua zulu i en la dècada de 1960 va participar en una sèrie de cursos interracials de formació ecumènica en la dinàmica de grup, dirigit pel clergat anglicà a Sud-àfrica. Va deixar el sacerdoci i amb això la posició de mestre, director i administrador del districte escolar. Es va reunir amb la seua primera esposa, Herta amb qui s'havia casat poc després de tornar a Alemanya. En la dècada de 1970, a Viena, va passar diversos anys formant-se en un curs clàssic de psicoanàlisi en la Wiener Arbeitskreis für Tiefenpsychologie i a completar la seva formació en el Münchner Arbeitsgemeinschaft für Psychoanalyse (Munic Institut de Formació Psicoanalítica) i va ser acceptat com a membre de la seva associació professional per practicar-la.
El 1973, va deixar Alemanya per segona vegada i va viatjar als Estats Units per ser ensenyat durant 9 mesos per Arthur Janov. A prop dels 70 anys, ni havia documentat les seves idees i enfocament ni havia format estudiants per continuar amb els seus mètodes. Va acceptar que el psiquiatre alemany Gunthard Weber enregistrés i edités una sèrie de transcripcions del taller, i va publicar el 1993Zweierlei Glück. Fins al Hellinger havia publicat més de 90 llibres, la meitat d'ells publicacions documentals sobre la constel·lació familiar o transcripcions de tallers, i l'altra meitat presenta la seva filosofia. Fins a la seva mort el 19 de setembre de 2019, Hellinger va dirigir l'escola Hellinger amb la seva segona esposa, Maria Sophie Hellinger.